# Babbelsebeek
De Babelsebeek is een beek in de Belgische gemeente Duffel.
Ze wordt gevormd door de Babbelkroonbeek, de Arkelloop en de Roelaardloop.
Ter hoogte van het Hof van Lachenen stroomt hij samen met de Lachenenbeek in de Nete.